# Palette de Mindanao
Prioniturus waterstradti
Espèce
Synonymes
Prioniturus montanus waterstradti
Statut de conservation UICN

 NT  : Quasi menacé
Statut CITES
La Palette de Mindanao (Prioniturus waterstradti ou Prioniturus montanus waterstradti) est une espèce d'oiseau appartenant à la famille des Psittacidae.

## Description
Cet oiseau mesure environ 30 cm de long.
Il est proche de la Palette momot (Prioniturus montanus). S'il est appelé Prioniturus montanus waterstradti, c'est qu'il est considéré comme une sous-espèce de Palette momot. S'il est appelé Prioniturus waterstradti, c'est qu'il est considéré comme une espèce indépendante de la Palette momot.

## Répartition et habitat
Cette espèce est endémique de l'île Mindanao aux Philippines. Elle vit dans les forêts humides entre 820 et 2 700 m d'altitude.